# Johann Gottfried Bernhard Bach
Johann Gottfried Bernhard Bach (Weimar, 11 mei 1715 - Jena, 27 mei 1739) was een Duits organist. Hij was de vierde zoon (zesde kind) van Johann Sebastian Bach en Maria Barbara Bach. 
Hij werd geboren in Weimar en groeide op in Leipzig. In 1735 werd hij organist in Mühlhausen en nog in datzelfde jaar werd hij organist in Sangerhausen. In 1738 werd hij student rechten in Jena. Hij stierf op 24-jarige leeftijd. Zijn doodsoorzaak is onbekend gebleven.
- Gemeinsame Normdatei: 135772559
- Library of Congress Control Number: n2016014201
- Virtual International Authority File: 8611899
- WorldCat: E39PBJx4tghdwqdhdKDy9xFxjC